# 變體 (語言學)
变体，是指语言在系统和在条理上相互区分的各种形式。

## 方言
- 地域方言

简称“方言”，是指同一语言在不同地域的分支。地域方言之间最显著的区别一般在语音方面，但语法和词汇也可能有不少区别。
地域方言的差别是很大的，许多语言都存在着无法相互通话的地域方言。事实上，地域方言与独立语言之间是没有明确的界限的，有许多地域变体（例如汉语的地域变体），究竟是方言还是独立语言都存在争议。
- 社会方言

是指在同一地区居住的因年龄、性别、职业、宗教、受教育程度等的社会因素的不同而产生的小社团语言差异。社会方言最常见的显著差异在词汇方面，有时也有发音、音位的差异。一般来说，社会方言的差别较小，可以自由通话。例如行话、术语、黑话等，它是按照使用的人群来划分的。
- 标准语

一种语言中出于教育、社会事务等目的而设立的标准化的方言。
- 個人方言

1. 語域（diatypes）
2. 族裔方言:由族裔所采用的个人方言。
3. 家族方言:由家族所采用的个人方言。
4. 個人語言（idiolect）:每一個說話者都有自己的言語體系，有自己的獨特說話語體。